# Allonnes, Sarthe
Allonnes är en kommun i departementet Sarthe i regionen Pays de la Loire i nordvästra Frankrike. Kommunen ligger i kantonen Allonnes som tillhör arrondissementet Le Mans. År 2022 hade Allonnes 10 740 invånare.

## Befolkningsutveckling
Antalet invånare i kommunen Allonnes
| Referens: INSEE |